# Europa-Kontakt
Der Berliner Verlag Europa-Kontakt ist auf die Herausgabe von Publikationen im Print- und Onlinebereich über Förderprogramme und Ausschreibungen der EU sowie über EU-Politik spezialisiert.

## Geschichte
Der Verlag wurde 2000 von Karin Retzlaff gegründet und hatte seinen Sitz zunächst im Haus der Deutschen Wirtschaft in Berlin. Seit 2008 ist der Verlag am Berliner Alexanderplatz ansässig. Europa-Kontakt ist Mitglied im European Union Publishers’ Forum sowie Netzwerkpartner im Netzwerk Eunop (EU-Net Oderpartnership). Für die Internationale Arbeitsorganisation arbeitete der Verlag 2006 das Handbuch Gleichheit in Vielfalt aus.

## Schwerpunktthemen
Der Grundausrichtung des Verlages entsprechend sind die Schwerpunktthemen Fördermittel und Förderprogramme der EU. Über diese wird aufgeschlüsselt nach ihren Voraussetzungen, Fristen, Bewerbungsmöglichkeiten, Antragsverfahren und Ansprechpartnern informiert.
Weitere Schwerpunkte sind Entwicklungen in Politik und Recht der EU und ihrer Mitgliedstaaten in den Bereichen Gesundheit, Soziales, Bildung, Beschäftigung und Migration/Integration. Ein drittes Thema bezieht sich auf „Arbeiten bei der EU“, vor allem Praktikums- und Beschäftigungsmöglichkeiten bei EU-Einrichtungen.
Zu den Produkten gehören Periodika, Online-Dienste und Bücher.